# Ibrahim Rachidi
Ibrahim Rachidi (ur. 13 stycznia 1980 w Marsylii) – komoryjski piłkarz występujący na pozycji obrońcy.
W barwach Gazélec Ajaccio rozegrał 21 spotkań w Ligue 2. Natomiast na poziomie Championnat National jako zawodnik SO Cassis Carnoux, Gazélec Ajaccio, ES Uzès Pont du Gard i GS Consolat zagrał w 98 meczach i strzelił w nich dwa gole.
W reprezentacji Komorów zadebiutował 4 września 2011 w przegranym 1:2 meczu kw. do PNA 2012 z Zambią. W latach 2011–2017 w drużynie narodowej wystąpił 18 razy.